# Jean Bouckaert
Jean Baptiste Bouckaert (Waregem, 25 februari 1845 - aldaar, 8 januari 1933) was een Belgische politicus en burgemeester van Waregem.

## Biografie
Bouckaert was rijksveearts. Zijn familie was al vele generaties lang actief in de heelkunde allerhande, en telde (en telt nog steeds) vele dokters, chirurgen, en veeartsen, bijna steeds gespecialiseerd in de paarden. Er bestaat in Waregem als onderdeel van de Waregem Koerse een "prijs Jean Bouckaert" (draf), gezien Waregem Koerse mee door de familie Bouckaert werd opgestart.
Bouckaert was voorzitter van de Koerse van 1904 tot en met 1933, het jaar van zijn dood.
Zijn kleinzoon dokter Léon Bouckaert was nog voormalig Voorzitter van de Koerse.
Ook richtte de familie Bouckaert mee de Faculteit van de Dierengeneeskunde, en dus ook de paardengeneeskunde op in de toenmalige Rijksuniversiteit te Gent.
Hij was burgemeester van Waregem van 1904 tot 1921 en leidde de gemeente tijdens de Eerste Wereldoorlog. Omwille van heldhaftigheid tijdens de oorlog werd hij ridder in de Leopoldsorde. De Jan Bouckaertstraat in Waregem werd naar hem genoemd.
Bouckaert moest in 1913 tussenkomen om de grootste staking te verbreken die Waregem ooit gekend heeft, die 17 weken duurde in het textielbedrijf van Alphonse Gernay, toenmalig grootste textielbedrijf van Waregem. Bouckaert liet stakingbrekers komen en de rijkswacht tussenkomen, om ervoor te zorgen dat de stakers uiteindelijk ingaven. Later trouwde de kleindochter van Alphonse Gernay; Jacqueline Gernay, met de kleinzoon van Jean Bouckaert; dokter André Bouckaert.
Jean Bouckaert was gehuwd met Marie-Rosalie van Houtte en vader van zes kinderen.
Hij is de grootvader van Jean Henri Bouckaert, grondlegger van de faculteit diergeneeskunde van de Universiteit Gent, en overgrootvader van Carl Bouckaert, ondernemer en olympisch paardrijder.